# 二色老鹳草
二色老鹳草（学名：Geranium ocellatum）是牻牛儿苗科老鹳草属的植物。分布在北非、喜马拉雅山、尼泊尔、西亚以及中国大陆的四川、云南、贵州等地，生长于海拔1,600米至2,000米的地区，多生于山地杂木类草山坡以及田间路旁杂草中，目前尚未由人工引种栽培。